# Grant Main
Gerald Grant Main (Victoria, 11 de febrero de 1960) es un deportista canadiense que compitió en remo.
Participó en dos Juegos Olímpicos de Verano en los años 1984 y 1988, obteniendo una medalla de oro en Los Ángeles 1984 en la prueba de ocho con timonel.

## Palmarés internacional
| Juegos Olímpicos | Juegos Olímpicos             | Juegos Olímpicos | Juegos Olímpicos |
| Año              | Lugar                        | Medalla          | Prueba           |
| ---------------- | ---------------------------- | ---------------- | ---------------- |
| 1984             | Los Ángeles (Estados Unidos) | Medalla de oro   | Ocho con timonel |